# Оспедалетто-д’Альпиноло
Оспедалетто-д’Альпиноло (итал. Ospedaletto d'Alpinolo) — коммуна в Италии, располагается в регионе Кампания, в провинции Авеллино.
Население составляет 1846 человек (2008), плотность населения составляет 364 чел./км². Занимает площадь 5 км². Почтовый индекс — 83014. Телефонный код — 0825.
Покровителями коммуны почитаются святые апостолы Филипп и Иаков Старший, празднование 3 мая.

## Демография
Динамика населения:

## Администрация коммуны
- Официальный сайт: http://www.comuneospedaletto.it/ Архивная копия от 3 сентября 2012 на Wayback Machine